# ۴۳۷ (پیش از میلاد)
۴۳۷ (پیش از میلاد) ۴۳۷مین سال قبل از تقویم میلادی است.